# Specimen Inaugurale de Corallorhiza
Specimen Inaugurale de Corallorhiza (abreviado Spec. Inaug. Corallorhiza) es un libro con ilustraciones y descripciones botánicas que fue escrito por el botánico suizo, especializado en orquídeas; Jean Jacques Châtelain y publicado en Basilea en el año 1760 con el nombre de Specimen Inaugurale de Corallorhiza Quod Jussu et Authoritate Gratiosi Medicorum Ordinis pro Summis in Inclyta Rauracorum Universitate Honoribus et Privilegiis Doctoralibus Legitime Obtinendi(s) Publicae Defendet Joan. Jacob. Chatelain, Neostadiensis ad Diem 13 Mai MDCCLX.